# Taufbecken (Agnetz)

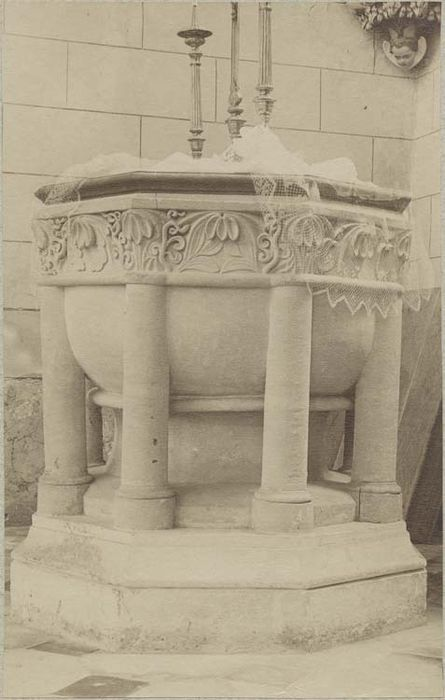
Taufbecken in Agnetz

Das Taufbecken in der katholischen Kirche St-Léger-Ste-Agnès in Agnetz, einer französischen Gemeinde im Département Oise in der Region Hauts-de-France, wurde im 13. Jahrhundert geschaffen. Im Jahr 1850 wurde das gotische Taufbecken als Monument historique in die Liste der geschützten Objekte (Base Palissy) in Frankreich aufgenommen.
Das 1,01 Meter hohe Taufbecken aus Kalkstein steht auf einem achteckigen Sockel, an dessen Ecken acht Säulen enden. Diese sind mit dem achteckigen Becken aus einem Steinblock geschaffen. Oberhalb der Säulen ist der Beckenrand mit einem Relief aus pflanzlichen Motiven geschmückt.
Der Deckel des Taufbeckens ist aus Blei und Kupfer gearbeitet.